# جامعة نيو جيزة
جامعة نيو جيزة هي جامعة مصرية خاصة بدأت في عام 2016 بشراكة مع كلية لندن الجامعية. وهي تقع في مدينة الجيزة الجديدة

## الكليات
- كلية الطب
- كلية الصيدلة
- كلية طب الأسنان
- كلية التمويل وإدارة الأعمال

## وصلات خارجية
- جامعة الجيزة الجديدة